# Nederlandse kampioenschappen schaatsen allround 2012
De Nederlandse kampioenschappen schaatsen allround 2012 werden op 4 en 5 februari 2012 gehouden in het Thialf-stadion te Heerenveen.
De titelhouders waren de winnaars van 2011, Wouter Olde Heuvel en Marrit Leenstra. Olde Heuvel verdedigde zijn titel niet in verband met een blessure. Leenstra verdedigde haar titel wel. Naast de nationale titels waren er zowel voor de mannen als vrouwen twee startplaatsen te verdienen voor de WK allround 2012. Jan Blokhuijsen, Sven Kramer, Ireen Wüst en Linda de Vries hadden zich bij de Europese kampioenschappen schaatsen 2012 reeds gekwalificeerd voor het WK. De eerste drie lieten om deze reden het NK schieten.
Bij de mannen veroverde Ted-Jan Bloemen de titel, mede dankzij de afstandszeges op de vijf- en tien kilometer. Hij bleef Koen Verweij (2e) en Ben Jongejan (3e) voor. Bij de vrouwen wist Marrit Leenstra haar titel met succes te verdedigen, vooral dankzij twee ruime afstandszeges op de 500 en 1500 meter. Zij bleef Linda de Vries (2e) en Jorien Voorhuis (3e) voor.
Bij de mannen plaatsten naast de al geplaatste Sven Kramer en Jan Blokhuijsen ook Ted-Jan Bloemen en Koen Verweij zich voor het WK. Bij de vrouwen gingen de startplaatsen naast de geplaatste Ireen Wüst en Linda de Vries ook naar winnares Marrit Leenstra en Jorien Voorhuis. Reserves waren Ben Jongejan en Annouk van der Weijden.

## Programma
| Programma                | Programma                                                                   |
| Datum                    | Onderdeel                                                                   |
| ------------------------ | --------------------------------------------------------------------------- |
| zaterdag 4 februari 2012 | 500 meter vrouwen 500 meter mannen 3000 meter vrouwen 5000 meter mannen     |
| zondag 5 februari 2012   | 1500 meter vrouwen 1500 meter mannen 5000 meter vrouwen 10.000 meter mannen |

## Mannen

### Afstandmedailles
| Afstand | 1e              | 2e             | 3e               |
| ------- | --------------- | -------------- | ---------------- |
| 500m    | Rhian Ket       | Ben Jongejan   | Lucas van Alphen |
| 5000m   | Ted-Jan Bloemen | Koen Verweij   | Ben Jongejan     |
| 1500m   | Ben Jongejan    | Rhian Ket      | Koen Verweij     |
| 10.000m | Ted-Jan Bloemen | Mark Ooijevaar | Koen Verweij     |

### Eindklassement
| #      | Schaatser            | Ploeg               | 500m          | 5000m           | 1500m           | 10.000m          | Punten  |
| ------ | -------------------- | ------------------- | ------------- | --------------- | --------------- | ---------------- | ------- |
| Goud   | Ted-Jan Bloemen      | Gewest Friesland    | 37,13 (8)     | 6.25,88 (1)     | 1.48,87 (4)     | 13.23,90 (1)     | 152,203 |
| Zilver | Koen Verweij         | Team Hart           | 36,82 (4)     | 6.27,79 (2)     | 1.48,54 (3)     | 13.34,56 (3)     | 152,507 |
| Brons  | Ben Jongejan         | 1nP                 | 36,72 (2) pr  | 6.31,41 (3)     | 1.47,61 (1)     | 13.50,70 (4)     | 153,266 |
| 4      | Frank Hermans        | 1nP                 | 37,06 (6)     | 6.31,78 (4) pr  | 1.49,01 (5) pr  | 13.51,20 (5)     | 154,135 |
| 5      | Renz Rotteveel       | Team Hart           | 37,08 (7)     | 6.32,32 (5)     | 1.50,02 (7)     | 13.52,01 (6)     | 154,586 |
| 6      | Maurice Vriend       | Jong Oranje         | 36,95 (5)     | 6.35,92 (7) pr  | 1.49,09 (6)     | 13.57,24 (7) pr  | 154,767 |
| 7      | Jos de Vos           | Gewest NH/U         | 37,44 (11) pr | 6.40,83 (8)     | 1.51,03 (10) pr | 14:03,21 (8) pr  | 156,694 |
| 8      | Thom van Beek        | 1nP                 | 37,31 (9)     | 6.44,72 (10)    | 1.50,12 (8)     | 14.09,49 (9) pr  | 156,963 |
| 9      | Lucas van Alphen     | 1nP                 | 36,81 (3)     | 6.44,94 (12)    | 1.50,39 (9)     | 14.21,53 (11) pr | 157,177 |
| 10     | Mark Ooijevaar       | Gewest Friesland    | 39,75 (24)    | 6.33,87 (6)     | 1.52,17 (14)    | 13.34,03 (2)     | 157,229 |
| 11     | Pim Cazemier         | Team Hart           | 37,97 (15)    | 6.43,50 (9)     | 1.51,17 (11)    | 14.21,69 (12)    | 158,461 |
| 12     | Bart van den Berg    | 1nP                 | 37,76 (14) pr | 6.47,69 (14)    | 1.51,63 (13)    | 14.19,55 (10)    | 158,717 |
| NC13   | Rhian Ket            | Team Hart           | 36,24 (1) pr  | 6.44,86 (11)    | 1.47,73 (2)     |                  | 112,636 |
| NC14   | Robbert de Rijk      | Gewest NH/U         | 37,55 (12)    | 6.50,06 (16)    | 1.52,20 (15)    |                  | 115,956 |
| NC15   | Marco Bos            | Gewest NH/U         | 38,73 (20)    | 6.45,57 (13)    | 1.51,47 (12) pr |                  | 116,444 |
| NC16   | Ruurd Dijkstra       |                     | 38,36 (17) pr | 6.51,52 (17) pr | 1.52,78 (16) pr |                  | 117,105 |
| NC17   | Bram van Schie       | Gewest Zuid-Holland | 38,35 (16)    | 6.55,23 (18) pr | 1.53,73 (20) pr |                  | 117,783 |
| NC18   | Stein Grendel        |                     | 39,28 (22) pr | 6.49,76 (15)    | 1.53,00 (19) pr |                  | 117,923 |
| NC19   | Dedjer Wymenga       | Gewest Friesland    | 37,36 (10) pr | 7.10,66 (24)    | 1.52,95 (17) pr |                  | 118,076 |
| NC20   | Pepijn van den Vinne | Gewest Drenthe      | 37,61 (13) pr | 7.10,45 (23)    | 1.52,99 (18)    |                  | 118,318 |
| NC21   | Jeffrey van Norden   | Gewest NH/U         | 38,47 (18) pr | 6.58,91 (20) pr | 1.54,92 (22)    |                  | 118,668 |
| NC22   | Ronald Bakker        | Gewest Friesland    | 38,67 (19)    | 7.00,19 (21) pr | 1.54,01 (21) pr |                  | 118,692 |
| NC23   | Robert Post          |                     | 39,26 (21)    | 6.57,70 (19) pr | 1.55,82 (24) pr |                  | 119,637 |
| NC24   | Timon Nieuwenstein   |                     | 39,45 (23)    | 7.04,75 (22)    | 1.55,53 (23)    |                  | 120,435 |

## Vrouwen

### Afstandmedailles
| Afstand | 1e              | 2e              | 3e                     |
| ------- | --------------- | --------------- | ---------------------- |
| 500m    | Marrit Leenstra | Lotte van Beek  | Linda de Vries         |
| 3000m   | Linda de Vries  | Marrit Leenstra | Pien Keulstra          |
| 1500m   | Marrit Leenstra | Linda de Vries  | Annouk van der Weijden |
| 5000m   | Linda de Vries  | Jorien Voorhuis | Pien Keulstra          |

### Eindklassement
| #      | Schaatsster            | Ploeg                                | 500m          | 3000m           | 1500m           | 5000m           | Punten  |
| ------ | ---------------------- | ------------------------------------ | ------------- | --------------- | --------------- | --------------- | ------- |
| Goud   | Marrit Leenstra        | Team Hart                            | 39,02 (1)     | 4.09,74 (2)     | 1.57,17 (1)     | 7.19,64 (6)     | 163,664 |
| Zilver | Linda de Vries         | Team Liga                            | 40,14 (3) pr  | 4.09,61 (1)     | 1.59,10 (2)     | 7.14,06 (1)     | 164,848 |
| Brons  | Jorien Voorhuis        | TVM                                  | 40,30 (5)     | 4.11,91 (5)     | 1.59,41 (4)     | 7.15,96 (2)     | 165,684 |
| 4      | Annouk van der Weijden | Team Op=Op Voordeelshop              | 40,19 (4)     | 4.16,73 (12)    | 1.59,32 (3)     | 7.16,76 (4)     | 166,428 |
| 5      | Pien Keulstra          | Jong Oranje                          | 41,02 (11)    | 4.11,06 (3)     | 2.00,97 (9)     | 7.15,99 (3)     | 166,786 |
| 6      | Yvonne Nauta           | Team Hart                            | 41,05 (13)    | 4.11,43 (4)     | 2.00,83 (6)     | 7.17,12 (5)     | 166,944 |
| 7      | Marije Joling          | Team Op=Op Voordeelshop              | 40,54 (7)     | 4.12,49 (6)     | 2.00,89 (7)     | 7.22,23 (7)     | 167,141 |
| 8      | Carlijn Achtereekte    | Team Op=Op Voordeelshop              | 40,40 (6) pr  | 4.15,66 (9)     | 2.01,27 (10) pr | 7.25,90 (8)     | 168,023 |
| 9      | Lotte van Beek         | Team Liga                            | 40,02 (2)     | 4.16,61 (11)    | 2.00,41 (5)     | 7.33,23 (10) pr | 168,248 |
| 10     | Antoinette de Jong     | Jong Oranje                          | 40,63 (8)     | 4.16,11 (10)    | 2.00,89 (7)     | 7.32,91 (9) pr  | 168,903 |
| NC11   | Lisette van der Geest  | Team Op=Op Voordeelshop              | 41,02 (11)    | 4.15,03 (8)     | 2.01,40 (11)    |                 | 123,992 |
| NC12   | Janneke Ensing         | BAM                                  | 41,13 (14)    | 4.14,73 (7)     | 2.01,49 (12)    |                 | 124,082 |
| NC13   | Paulien van Deutekom   | Control                              | 40,76 (9)     | 4.21,18 (14)    | 2.01,97 (13)    |                 | 124,947 |
| NC14   | Miranda Dekker         | Gewest NH/U                          | 40,80 (10)    | 4.21,10 (13)    | 2.03,60 (14)    |                 | 125,517 |
| NC15   | Imke Vormeer           | Gewest Friesland                     | 42,44 (19)    | 4.22,07 (15) pr | 2.04,51 (15) pr |                 | 127,622 |
| NC16   | Wendy Looijenga        | Gewest Friesland                     | 42,56 (20)    | 4.22,23 (16) pr | 2.04,82 (16) pr |                 | 127,872 |
| NC17   | Julia Berentschot      | Gewest Zuid-Holland                  | 41,34 (15) pr | 4.31,21 (18)    | 2.05,81 (17) pr |                 | 128,478 |
| NC18   | Charlotte Bakker       | Gewest Noord-Brabant/Limburg/Zeeland | 41,78 (16)    | 4.30,99 (17)    | 2.06,14 (18)    |                 | 128,992 |
| NC19   | Marleen de Kroon       | Gewest NH/U                          | 42,35 (17) pr | 4.32,18 (19) pr | 2.09,09 (21)    |                 | 130,743 |
| NC20   | Natasja Roest          | Gewest Zuid-Holland                  | 42,43 (18)    | 4.36,36 (21)    | 2.07,69 (19)    |                 | 131,053 |
| NC21   | Nicole Geelhoed        | Gewest Noord-Brabant/Limburg/Zeeland | 43,05 (21)    | 4.35,66 (20)    | 2.08,60 (20)    |                 | 131,860 |
| NC22   | Lucia Kriger           | Gewest NH/U                          | 43,46 (22)    | 4.38,47 (22)    | 2.11,36 (22)    |                 | 133,658 |